# Quand on n'a que l'amour
Quand on n’a que l’amour is een lied van de Belgische zanger Jacques Brel, uitgebracht in 1956. Het is ook de titel van het gelijknamige album. Het is later nog gecoverd en geadapteerd door onder andere Sam Cooke (als I Belong To Your Heart), Shirley Bassey (If We Only Have Love) en Céline Dion. In 1972 nam Brel het nog eens op in een nieuwe versie.